# Saab 95
Saab 95 — семимісний дводверний універсал, який випускався Saab з 1959 по 1978 рік.

## Опис

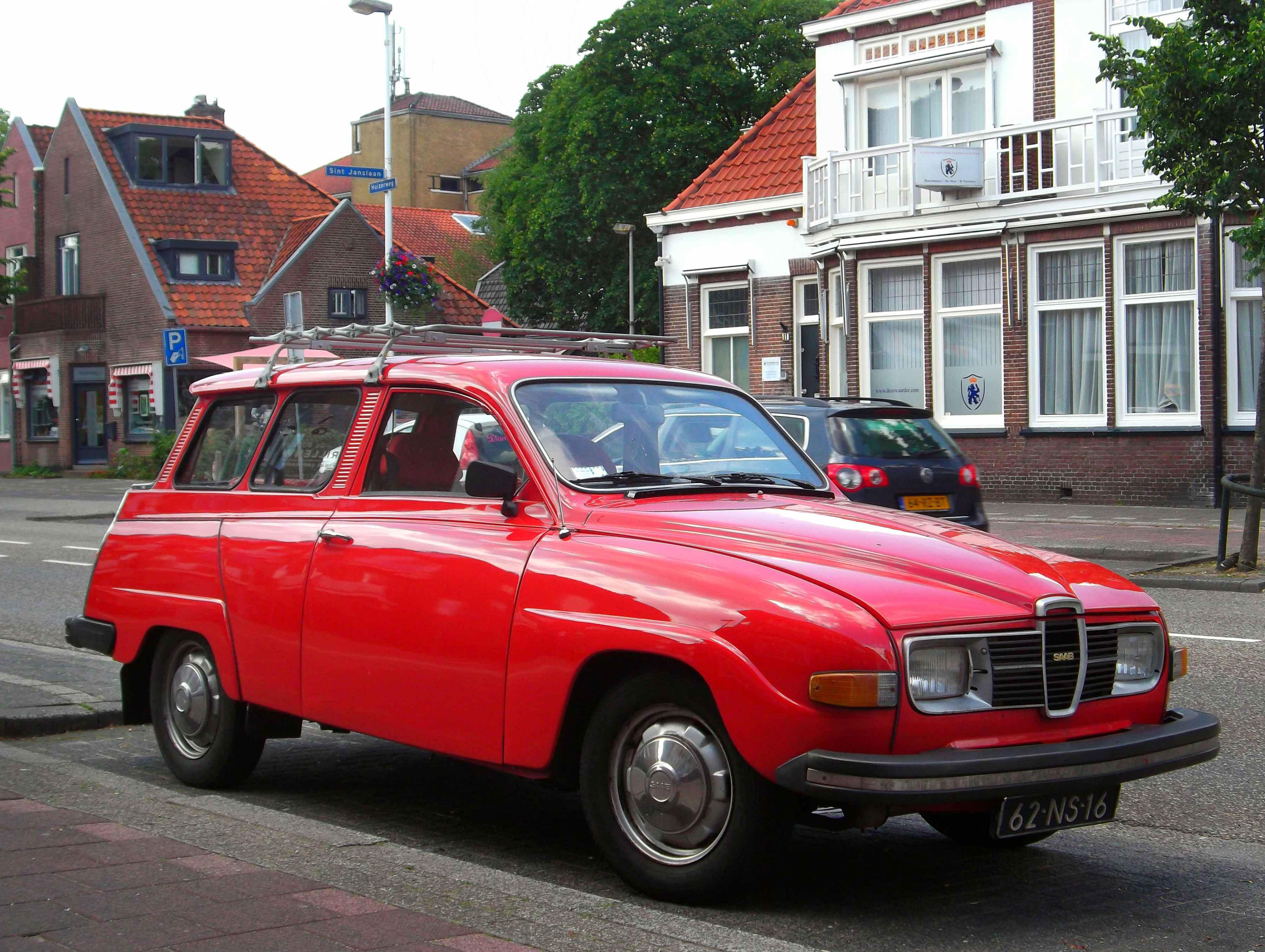
Saab 95 L V4

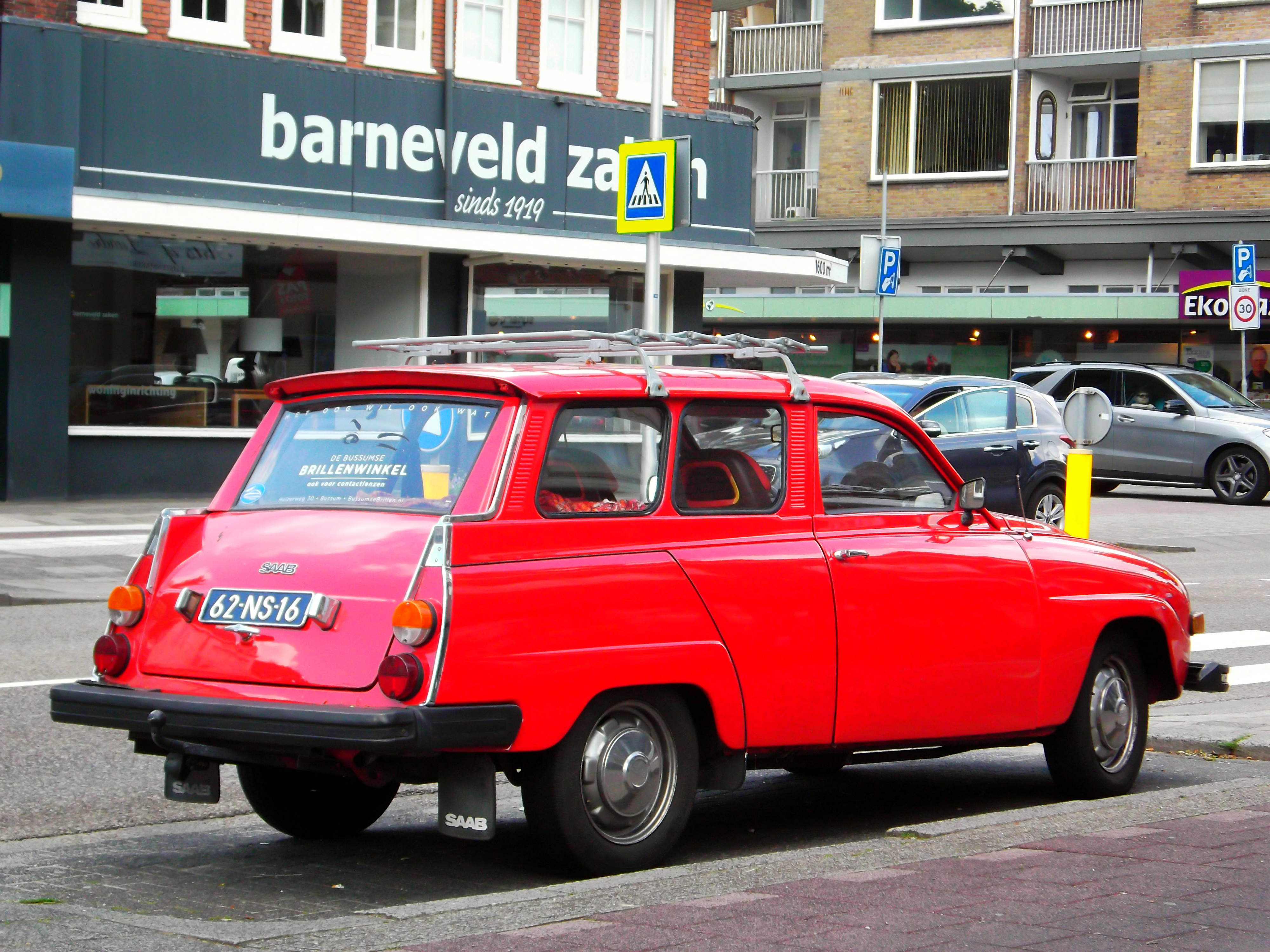
Saab 95 L V4

Спочатку він базувався на седані Saab 93, але розвиток моделі протягом багатьох років уважно йшов за розвитком Saab 96 після того, як 93 було знято з ринку в 1960 році. Його було представлено в 1959 році, але оскільки в 1959 році було виготовлено лише 40 автомобілів, часто кажуть, що виробництво почалося в 1960 році.
Перший двигун був трициліндровим двотактним двигуном об’ємом 841 см3, але з 1967 року він став доступним з тим же чотиритактним двигуном Ford Taunus V4, який використовувався в Saab 96, Saab Sonett V4 і Sonett III, а також німецькому Ford Taunus. Він мав чотириступінчасту механічну коробку передач. На брандмауері була невелика ручка, яка при натисканні переводила машину в режим «вільного ходу». Це дозволяло водієві рухатися накатом під схил, не захоплюючи двотактний двигун, але коли потрібна була потужність, трансмісія вмикалася, і водій міг знову рухати автомобіль у гору. Оскільки 95 отримав чотиришвидкісну коробку передач раніше 96 (де все ще був старий тришвидкісний агрегат), його також використовували для ралі.
У США Saab 95 отримав більший 1,7-літровий V4 для моделі 1971 року як відповідь на жорсткіші правила викидів. Ступінь стиснення було знижено до 8,0:1, що означає, що потужність залишилася на рівні 73 к.с. (54 кВт). Saab 95/96 залишався у продажу в Сполучених Штатах до 1973 року.
З моделлю 1976 року відмовилися від складного сидіння, що повертається назад, і автомобіль став звичайним п’ятимісним. Виробництво припинилося в 1978 році (тоді було виготовлено лише 470 екземплярів). Всього було зроблено 110 527.
Для деяких ринків (Норвегія, Данія) була доступна спеціальна експортна версія седан-фургон без заднього сидіння і задніх бокових вікон.